# 일산대교 (기업)
일산대교 주식회사(一山大橋 株式會社)는 일산대교를 담당하는 대한민국의 기업이다.

## 주요 연혁
- 2002년 7월 25일：회사 설립. 당시 대림그룹 자회사였다.
- 2003년 8월 8일：일산대교 착공
- 2004년 7월 20일：대림그룹 자회사에서 금호그룹(현 금호아시아나그룹) 자회사로 편입되었다.
- 2008년 1월 10일：일산대교를 임시개통하였다.
- 2008년 5월 16일：일산대교를 정식개통하였다.
- 2009년 12월 1일：최대주주가 금호산업에서 국민연금관리공단으로 변경과 동시에 금호아시아나그룹을 완전히 떠났다.

## 같이 보기
- 일산대교
- 서울고속도로
- 미시령동서관통도로
- 신대구부산고속도로